# Nayef bin Abdul Aziz
Nayef (även Naif) bin Abdul Aziz (arabiska الأمير نايف بن عبد العزيز آل سعود), född 1934 i Taif, Saudiarabien, död 16 juni 2012 i Genève, Schweiz, var Saudiarabiens kronprins från oktober 2011 till sin död samt inrikesminister sedan 1975. Han var halvbror till Saudiarabiens kung Abdullah.
Prins Nayef var en av de sju sönerna till kung Ibn Saud och dennes hustru Hassa bint Ahmad al-Sudairi. Han utsågs av kung Abdullah som efterträdare till sin bror, den förre kronprinsen Sultan bin Abdul Aziz, som avled i oktober 2011.
Kronprins Nayef efterträddes av sin helbror prins Salman bin Abdul Aziz.